# Новополтавка (Сєверний район)
Новополта́вка (рос. Новополтавка) — селище у складі Сєверного району Оренбурзької області, Росія.

## Населення
Населення — 4 особи (2010; 9 у 2002).
Національний склад (станом на 2002 рік):
- росіяни — 56 %
- українці — 33 %